# 증착

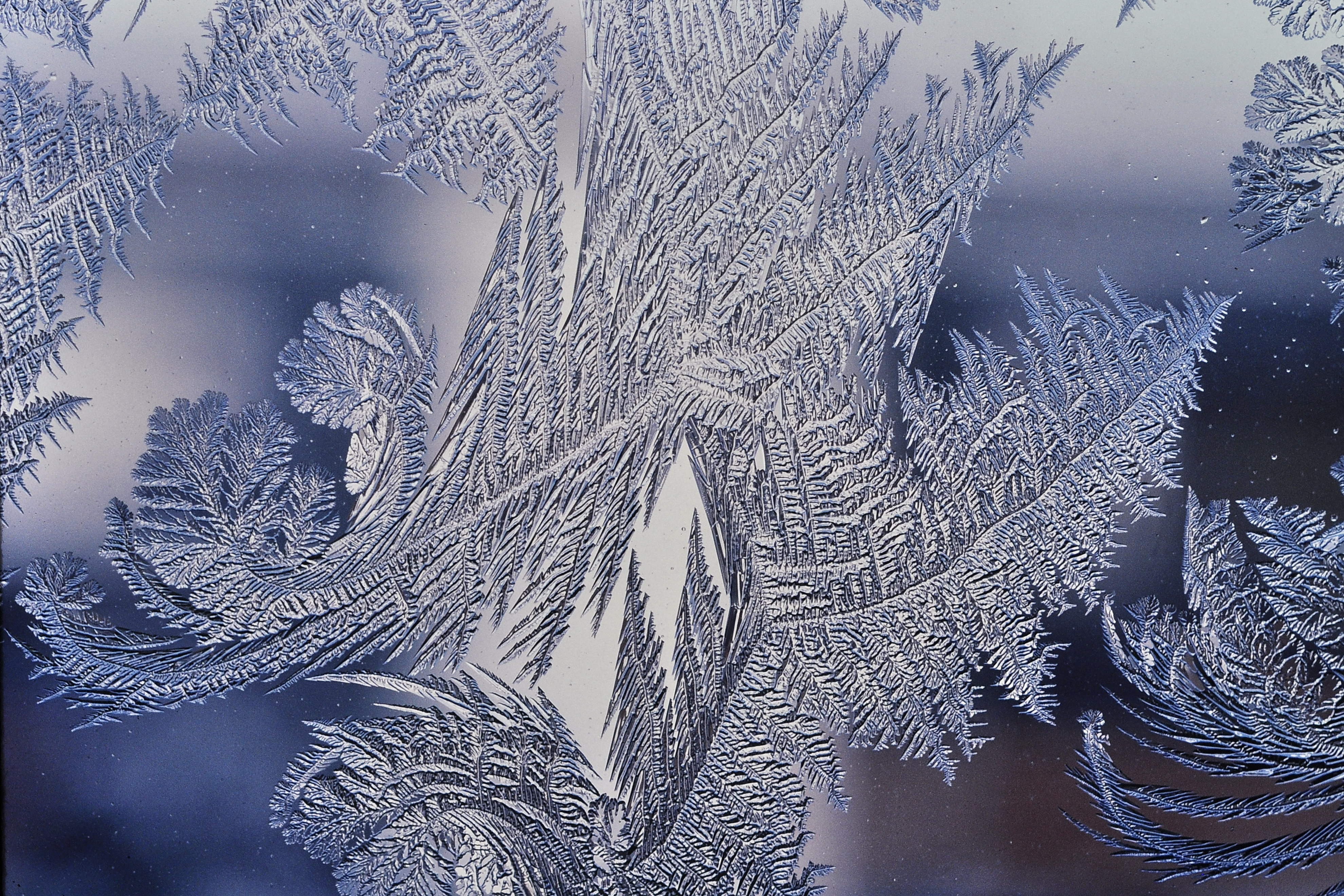
수증기는 습한 겨울 공기에서 액체가 되지 않고 직접 창문에 고체 결정 서리 패턴으로 증착된다.

증착(蒸着, deposition)은 기체가 액체 상태를 거치지 않고 고체로 변하는 상전이이다. 증착은 열역학 과정이다. 증착의 역과정은 승화이며, 때로는 역승화라고도 불린다.

## 응용

### 예시
증착의 한 예는 영하의 공기에서 수증기가 먼저 액체가 되지 않고 직접 얼음으로 변하는 과정이다. 이것이 땅이나 나뭇잎을 포함한 다른 표면에 서리나 된서리가 형성되는 방식이다. 증착이 일어나려면 기체에서 열 에너지가 제거되어야 한다. 공기가 충분히 차가워지면 나뭇잎 주변 공기 중의 수증기는 열 에너지를 충분히 잃어 고체로 변한다. 공기 온도가 이슬점 아래일 수 있지만, 공기 중의 수증기 자체만으로는 자연적으로 응결되지 않을 수 있다. 나뭇잎 주변에 있는 이 과냉각된 수증기는 즉시 응결되기 시작한다. 이미 빙점을 지났기 때문에 수증기는 직접 고체 서리로 변한다.
그을음은 에어로졸 증착으로 축적된다. 벽난로에서는 그을음이 굴뚝 벽에 증착된다. 그을음 입자는 휘발성 유기 화합물 내에서 에어로졸화된다. 이러한 휘발성 유기 화합물은 뜨겁고 기체 상태이며 불에서 상승한다. 휘발성 유기 화합물이 벽과 접촉하면 냉각되어 액체 상태를 형성하지 않고 고체 상태로 변한다. 그을음 입자는 접촉 시 벽에 달라붙기도 한다. 이 과정은 산업적으로 연소 화학 기상 증착에서 활용된다.

### 산업적 응용
증착이라는 산업 코팅 공정이 있는데, 저압 챔버에서 고체 물질을 가열하여 기체 상태로 만들고, 기체 분자는 챔버 공간을 가로질러 이동한 후 표면 표면에 고체 상태로 증착되어 표면 표면에 매끄럽고 얇은 층을 형성한다. 다시 말하지만, 분자는 기체에서 고체로 변할 때 중간 액체 상태를 거치지 않는다. 다양한 물질의 박막을 다양한 표면에 증착하는 데 사용되는 공정 종류인 물리 기상 증착도 참조하라.
증착은 에너지를 방출하며 발열 상변화이다.

## 표
|         |          | 반응 후        |          |                 |      |
| 고체    | 액체     | 기체           | 플라스마 |                 |      |
| 반응 전 | 고체     | 고체-고체 변화 | 용융     | 승화            | —    |
| 반응 전 | 액체     | 결빙           | —        | 기화            | —    |
| 반응 전 | 기체     | 증착           | 응축     | —               | 전리 |
| 반응 전 | 플라스마 | —              | —        | 재결합 / 탈전리 | —    |